# God, Your Mama, and Me
«God, Your Mama, and Me» — песня американского кантри-дуэта Florida Georgia Line при участии поп-группы Backstreet Boys. Она была выпущена 23 января 2017 года лейблом Nashville Harbor Records & Entertainment в качестве третьего сингла из третьего студийного альбома Dig Your Roots, вышедшего 26 августа 2016 года. Песню написали Джош Кир, Хиллари Линдси и Горди Сэмпсон.
Спродюсировал сингл Joey Moi.
Сингл занял первое место в чарте Billboard Country Airplay и 14-е место в чарте Hot Country Songs. Песня получила 2-кратный платиновый сертификат от Американской ассоциации звукозаписывающей индустрии (RIAA).

## История
Тайлер Хаббард, половина дуэта Florida Georgia Line, рассказал блогу Taste of Country, что это «просто такая хорошо написанная песня. Когда мы услышали её, мы влюбились в нее. Мы никогда не слышали, чтобы это было сказано именно так, понимаете, и не слышали, чтобы это было сказано именно так, но это так верно, и это то, что мы чувствовали по отношению к нашим жёнам, и нас просто естественно потянуло к этой песне». Изначально песня была записана с вокалом только Florida Georgia Line. 11 июня 2016 года Ник Картер из Backstreet Boys, который подружился с Florida Georgia Line, посетил одно из выступлений дуэта во время музыкального фестиваля CMA Fest на стадионе Ниссан-стэдиум в Нашвилле. После выступления они сыграли для Картера несколько своих недавно записанных песен в гастрольном автобусе, и Картер заинтересовался песней «God, Your Mama, and Me». Тогда дуэт спросил у участников Backstreet Boys через их менеджера Сета Ингленда, не будет ли им интересно выступить с ними, и все пять участников группы согласились. В песне Картер спел во втором куплете, Эй Джей Маклин и Кевин Ричардсон — в бридже, а Брайан Литтрелл и Хауи Дороу исполнили фоновый вокал. Песня была записана 27 июня 2016 года в студии NightBird Recording Studios в Западном Голливуде, Калифорния.

## Коммерческий успех
Песня впервые стала доступна в качестве трека мгновенного получения на iTunes незадолго до выхода альбома и вошла в чарт Hot Country Songs 10 сентября 2016 года на основании 25 000 проданных копий за первую неделю. Она дебютировала в Country Airplay под № 51 в чарте от 28 января 2017 года, поскольку была выпущена на радио в качестве сингла. Песня вошла в основной американский хит-парад Billboard Hot 100 на 92-м месте в чарте от 18 марта 2017 года, что стало первым возвращением Backstreet Boys в чарт с 2007 года, то есть, впервые за последние десять лет. Сингл был сертифицирован Американской ассоциацией звукозаписывающей индустрии (RIAA) как платиновый 23 мая 2017 года и дважды платиновый в 2019 году. По состоянию на август 2017 года в США было продано 435 000 копий.

## Музыкальное видео
Клип на песню был выложен на YouTube-канале Florida Georgia Line 20 февраля 2017 года. В клипе представлены ролики, в которых каждый из певцов, записанные на мобильные телефоны и Go Pros, удивляют своих жён случайными актами любви и доброты. По состоянию на август 2022 года видео набрало более 45 миллионов просмотров.

## Чарты

### Еженедельные чарты
| Чарт (2017)                         | Высшая позиция |
| ----------------------------------- | -------------- |
| Канада (Billboard Canadian Hot 100) | 79             |
| Канада (Billboard Country)          | 3              |
| США (Billboard Hot 100)             | 46             |
| США (Billboard Radio Songs)         | 19             |
| США (Billboard Country Airplay)     | 1              |
| США (Billboard Hot Country Songs)   | 4              |

### Годовые итоговые чарты
| Чарт (2017)                       | Позиция |
| --------------------------------- | ------- |
| Канада Country (Billboard)        | 35      |
| США Country Airplay (Billboard)   | 37      |
| США Hot Country Songs (Billboard) | 14      |

## Сертификации
| Регион                                                                      | Сертификация  | Продажи   |
| --------------------------------------------------------------------------- | ------------- | --------- |
| США (RIAA)                                                                  | 2× Платиновый | 2 000 000 |
| Данные о продажах + прослушиваниях приведены только на основе сертификации. |               |           |